# Sándorfalva
Sándorfalva là một thành phố thuộc hạt Csongrád, Hungary. Thành phố này có diện tích 55,77 km², dân số năm 2010 là 8030 người, mật độ 144 người/km².